# Kay Qubadh III
Abû al-Fath `Alâ’ ad-Dunyâ wa ad-Dîn as-Sultân al-Mu`azim Kay Qubâdh ben Farâmarz ben Kay Kâ'us, Alaeddin Keykubad ou Kay Qubadh III est un sultan seldjoukide de Rum. Il est le petit-fils de `Izz ad-Dîn Kay Ka'us II. À partir de la mort de Ghiyâth ad-Dîn Kay Khusraw III en 1284, il conteste le titre de sultan de Roum à son oncle Ghiyâth ad-Dîn Mas`ûd II fils de `Izz ad-Dîn Kay Ka'us II. `Alâ’ ad-Dîn Kay Qubâdh meurt assassiné en 1303.

## Biographie
Kay Kâwus II est mort en 1279, il laisse trois fils :
- Ghiyâth al-Dîn Mas`ûd II devient sultan de Roum en 1284 après la mort de son cousin Ghiyâth ad-Dîn Kay Khusraw et l'élimination des enfants de celui-ci.
- Farâmarz (ou Faramuz) dont le fils est `Alâ’ al-Dîn Kay Qubâdh III[2].
- Siyavuş aurait débarqué à Sinop au nom de son aîné Mas`ûd alors en Crimée et fait prisonnier à Amasya (1280). Il se rebelle (1299). Il est vaincu par une armée ilkanide et doit s'enfuir en Syrie. Il est finalement capturé et tué l'année suivante[2].

Cette année-là, les Karamanides marchent sur  Konya, et Mehmed Bey prend la ville et s'y installe en 1276.
Vers 1280, les Mongols attribuent à `Ala' ad-Dîn Kay Qubâdh le gouvernement de la région de Karaman.
Les Karamanides reconnaissent cette nomination mais il est chassé de ce poste. Il se réfugie alors en Cilicie arménienne. Il ne réapparaît sur le devant de la scène qu'en 1298. 
En mars 1284, le sultan Ghiyâth ad-Dîn Kay-Khusraw est assassiné à Erzincan sur ordre de l'Ilknan Ahmad Teküder à son retour d'une visite à la cour mongole. Ghiyâth ad-Dîn Kay-Khusraw laisse deux jeunes fils mineurs. Ces deux enfants sont mis à l’écart et sans doute tués.
L'Ilkhan Ahmad Teküder désigne Ghiyâth ad-Dîn Mas`ûd comme successeur au titre de sultan de Roum.  Tous ses rivaux potentiels éliminés, Mas`ûd est assuré du titre de sultan et il prend pour capitale Kayseri et non Konya en 1286.
En 1298 Mas'ûd doit se rendre à la capitale des Mongols, Tabriz, pour y demander de l'aide afin de reprendre le contrôle des Turkmènes qui continuent à s'installer en Anatolie. Mas`ûd est destitué, semble-t-il victime de la vengeance d'un de ses émirs dont il a fait tuer le père. Mas'ûd se retire en Arménie. Son neveu `Ala' ad-Dîn Kay Qubâdh entre dans Konya. Kay Qubâdh est désigné comme sultan par Ghazan Mahmud.

### Le règne (1298-1303)
En 1303, `Ala' ad-Dîn Kay Qubâdh se trouve mêlé à un complot contre Ghazan Mahmud. Il est condamné à mort à Ispahan. La sentence n'est pas exécutée car son épouse fait partie de la noblesse mongole. Au cours de l'été, Kay Qubâdh meurt poignardé sur ordre de Ghazan Mahmud.

### Succession
Kay Qubadh III a deux enfants :
- Ghiyâth ad-Dîn Mas`ûd III qui a semble-t-il succédé à son oncle Ghiyâth ad-Dîn Mas`ûd II en 1307, mais dont on ne sait rien du règne.
- Chams ad-Dîn[2].

Après la mort d'`Ala' ad-Dîn Kay Qubâdh, Mas`ûd retrouve son titre de sultan de Roum. Vers 1307, Ghiyâth ad-Dîn Mas`ûd II décède. Il n'a pas de fils, le fils aîné de Kay Qubâdh, et homonyme de son oncle prétend au titre Ghiyâth ad-Dîn Mas`ûd III